# Château du Chier de Barmont
Le château du Chier de Barmont, aussi communément appelé château du Chet de Barmont, est situé au lieu-dit Le Chet, sur la commune de Saint-Avit-de-Tardes, dans le département de la Creuse et la région Nouvelle-Aquitaine.

## Présentation
Le château est niché dans la vallée de la Tardes, qu'il borde, à environ 10 km au sud-est d'Aubusson sur la route (D941) de Clermont-Ferrand. On y accède par la route de l'École (D38) et il est entouré de divers corps de ferme et logis.

## Historique
La bâtisse primitive date au moins du XVe siècle. Un document relatif au mariage du seigneur du lieu, portant la date de 1423, atteste son existence. Nous sommes en pleine guerre de Cent Ans et le lieu était alors situé près d'une frontière stratégique d'un territoire convoité par l'ennemi anglais: la Haute Marche.
Le château fut modifié par la famille de La Roche-Aymon dès le milieu du XVIe siècle et jusqu'au XVIIe siècle. 
Il fut acquis après la Révolution par le général d'Empire Jean-Louis-Brigitte Espagne vers 1800 (il mourut en 1809 d'un coup de canon à la bataille d'Essling en Autriche). Le général transforma profondément le château du Chet en le privant de ses principales caractéristiques défensives: remplacement de son chemin de ronde par un simple chaînage, ouverture de nombreuses fenêtres etc.; Le Chet devint ainsi une demeure de plaisance. À la mort du général, elle fut achetée par sept familles successives dont l’une l’a possédée jusqu’en 2009.
La propriété est toujours en cours de restauration par ses propriétaires, Monsieur et Madame Malveau, depuis 2009.
M. Malveau explique, à propos de la restauration:

« Le château du Chet est resté en l’état, ses anciens propriétaires y venaient quinze jours par an, ils étaient âgés et se limitaient à un entretien minimum. Il a fallu commencer par couper une cinquantaine d’arbres dans le parc »

## Valorisation du patrimoine
Le château accueille des visiteurs depuis 2015, notamment durant les journées du patrimoine.
Les visites se font tous les jours, de 14 heures à 19 heures. L'entrée était de 3€ en 2015, au profit de la restauration de la toiture de l’église de Saint-Avit-de-Tardes.
Depuis 2010, le château est également le siège de l'entreprise de Mme Malveau, spécialisée dans le conseil en relations publiques et communication .